# Sylvie Auvray
Pour les articles homonymes, voir Auvray.
 (octobre 2018).
Sylvie Auvray, née le 25 septembre 1974 à Paris, est une plasticienne française.

## Biographie

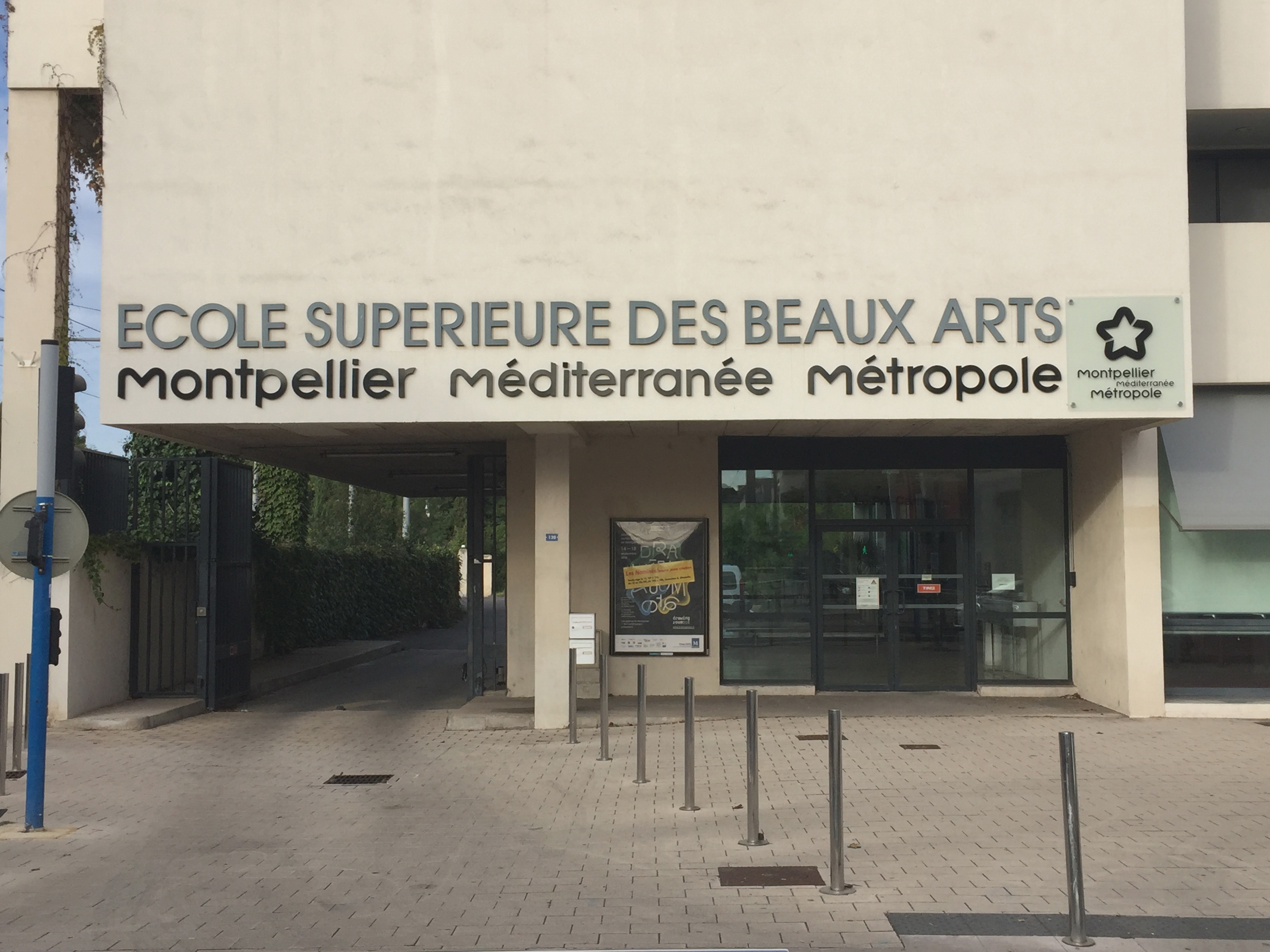
École des beaux-arts de Montpellier

Sylvie Auvray étudie à l’École des beaux-arts de Montpellier en 1993-1994, puis à la City and Guilds of London Art School (en) en 1995-1996. Elle travaille un temps dans le milieu de la mode (avec Sonia Rykiel et Martine Sitbon) avant d'être reconnue par la galerie Jean Brolly avec laquelle elle entame son cycle d'expositions personnelles.
Ses œuvres font l’objet de plusieurs expositions dans des institutions publiques comme le Centre Pompidou à Paris (présentation du tableau Scarlett's balloons en novembre 2009), Le Consortium de Dijon (exposition personnelle, été 2010), le Musée d'art moderne et contemporain de Genève (exposition personnelle, été 2012) et le Musée d'art moderne Grand-Duc Jean du Luxembourg.
Auvray travaille avec divers techniques et matériaux, que cela soit la peinture, la sculpture, souvent en utilisant la céramique, le bronze, ainsi que le moulage de béton. Ces matières sont souvent mêlées à des objets trouvés et parfois des textiles, donnant lieu à des personnages anthropomorphes, ainsi qu’à des masques, comme ceux mis en scène et photographiés par Juergen Teller pour le magazine 032c (en) et que Valérie Duponchelle et Margaux d'Adhémar situent entre James Ensor et Tim Burton. Céline Poulin et Franck Balland confirment : « Puisant ses références dans les cultures populaires autant que dans les mythologies, son travail explore les notions d'étrangeté à travers l'expérimentation constante des matières et des formes, ainsi que par son intérêt répété pour les masques qui hantent sa production ».

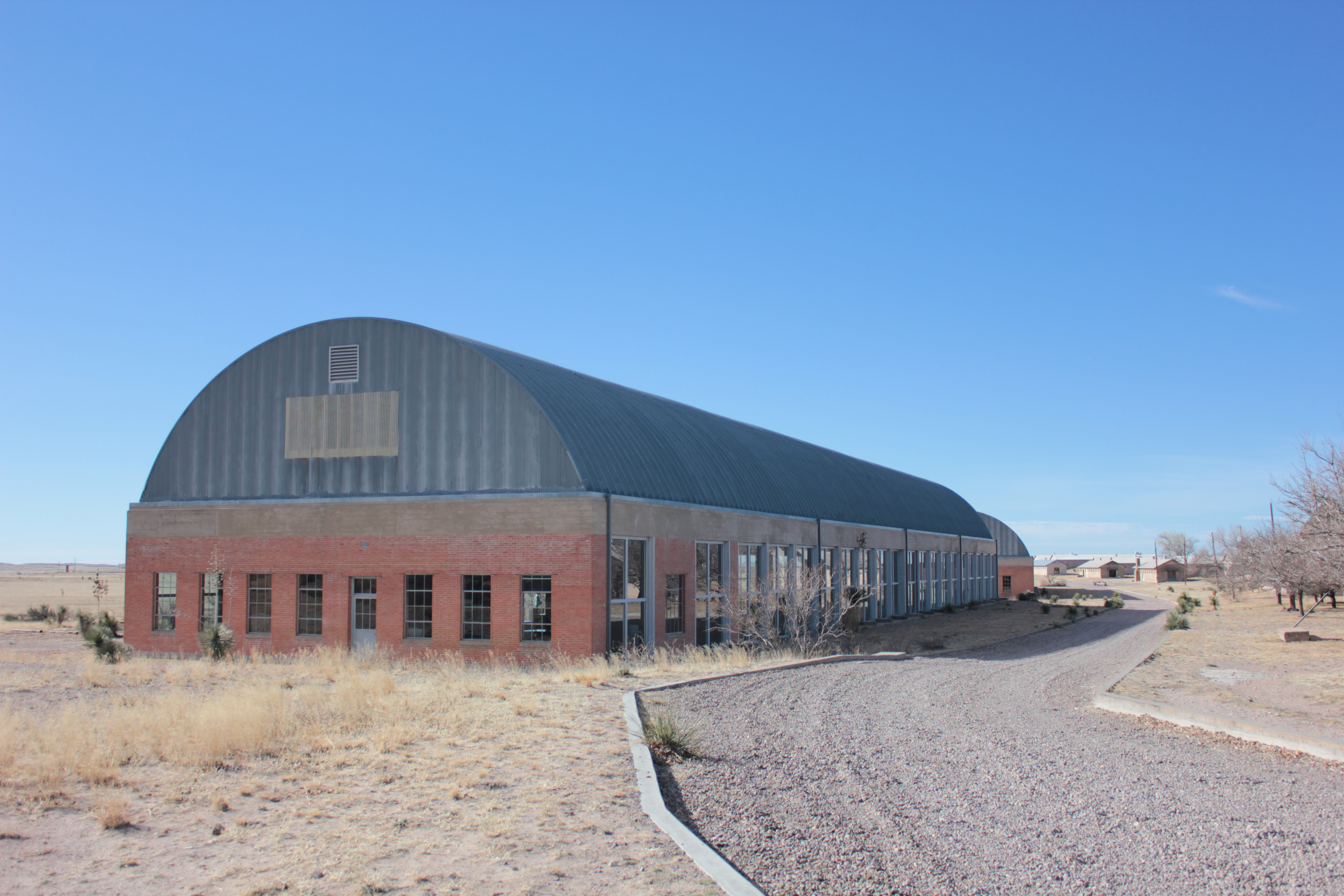
Chinati Foundation, Marfa (Texas)

Lauréate du programme de « résidence Étant Donnés » co-organisé par l'Institut français, l'Ambassade de France aux États-Unis et la fondation French American Cultural Exchange, Sylvie Auvray effectue une résidence d’artiste à la Chinati Foundation de Marfa (Texas) en 2016, suivie d'une collaboration avec le département de céramique de l'Université d'État de Californie à Long Beach pour le projet personnel qu'elle intitule Wonderwoman/Superman. Elle effectue ensuite, en 2017, une résidence à la Fondation Bruckner pour la promotion de la céramique, à Carouge.

## Expositions (sélection)

### Expositions collectives
- Glassbox, rue Oberkampf, Paris, 2002[1].
- XS Paris, Fondation d'entreprise Ricard, Paris, décembre 2007 - janvier 2008[15].
- Stupeur - Sylvie Auvray, Delphine Coindet, Galerie ColletPark, Paris, mars-avril 2008[16].
- Aux petites filles modèles - Sylvie Auvray, Cathryn Boch, Béatrice Cussol, Fleur Noguera, Centre d'art le LAIT, Albi et Castres, septembre-décembre 2009[17].
- Sylvie Auvray, Stéphanie Cherpuis, Agathe Snow, Le Spot, Le Havre, octobre 2009.
- Le meilleur des mondes du point de vue de la collection Mudam, Musée d'art moderne Grand-Duc Jean, Luxembourg, janvier-mai 2010[6].
- Courbet contemporain, Musée des Beaux-Arts de Dole, mai-septembre 2011[18].
- Une odyssée : les trente ans du FRAC Champagne-Ardenne, Maison Pommery, Reims, novembre 2013 - juin 2014[19],[20].
- Les oies sauvages, publicité - Œuvres de Sylvie Auvray et Loïc Raguénès, mairie de Cluny (Saône-et-Loire), juillet-août 2015.
- The great depression, Galerie Balice Hertling, Paris, décembre 2015 - février 2016[21].
- Scénario fantôme, Fonds régional d'art contemporain de Normandie, Caen, mars-mai 2017[22].
- Medusa, Musée d'Art moderne de la ville de Paris, 2017[23],[10].
- Plastique, Galerie Laurent Godin 2, Paris, juillet 2017[10].
- Fragmentation 2 - La collection du FRAC Champagne-Ardenne, Le Portique, centre régional d'art contemporain, Le Havre, novembre 2017 - janvier 2018[24].
- Un futur enchanteur - Sculptures de Sylvie Auvray, Izumi Kato et Stefan Rinck, Le Consulat, Paris, 2018[25].
- Fire and Clay, Gagosian Gallery, Genève, septembre-décembre 2018[26].
- Printemps de septembre - « Grottesques » : Sylvie Auvray, Florent Dubois, Amandine Meyer, Pavillon Blanc Henri Molina, Colomiers, septembre 2018 - janvier 2019[27].
- Foire internationale d'art contemporain (stand Galerie Laurent Godin), Grand Palais, Paris, octobre 2018.
- Pasta Utopia, Galerie Papillon, Paris, octobre 2018[28].
- Citoyennes paradoxales, palais du Tau, Reims, octobre-décembre 2018[29].
- Futomomo, Centre d'art contemporain de Brétigny-sur-Orge, janvier-mars 2019[11].
- Inciser le temps, Galerie municipale Jean-Collet, Vitry-sur-Seine, janvier-mars 2019[30],[31].
- Voyage au long cours, Fonds régional d'art contemporain de Normandie, Caen, mars-mai 2019[32].
- Figures de l'animal, centre d'art contemporain de l'abbaye Saint-André de Meymac, mars-juin 2019[33].
- Blind Test, Villa Dutoit, Genève, mai-juin 2019[34].

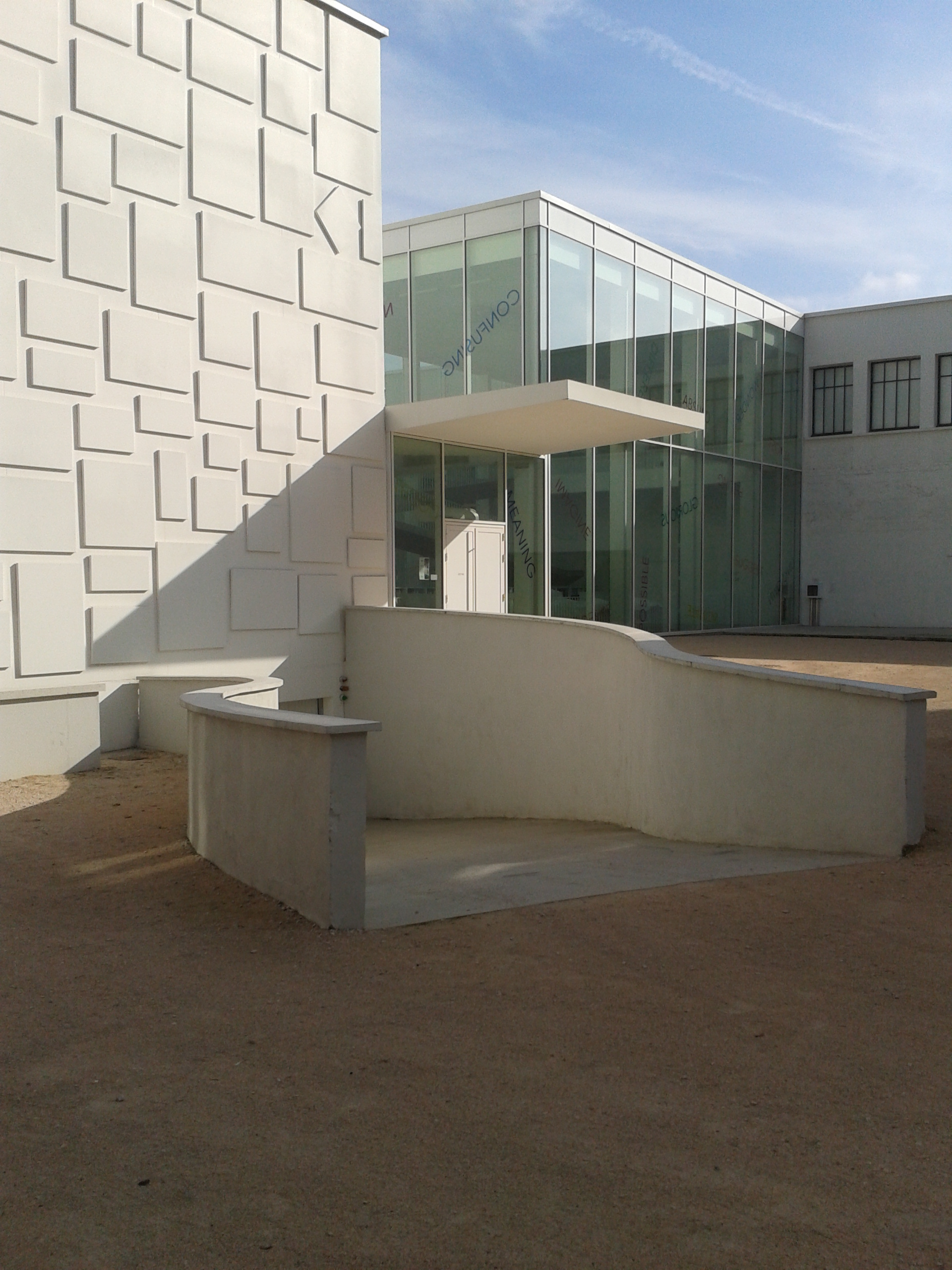
Le Consortium, Dijon

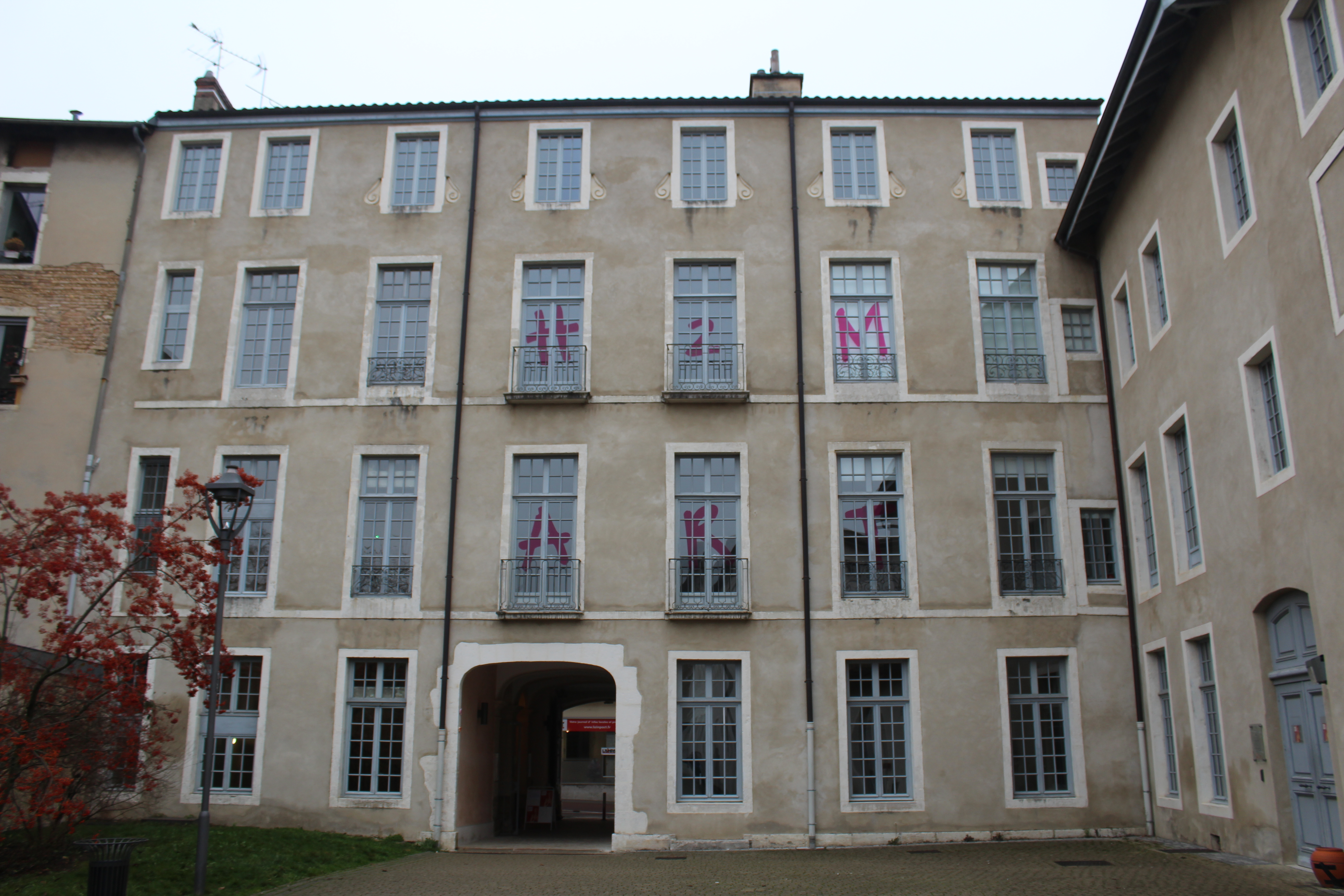
Hôtel Marron de Meillonnas, Bourg-en-Bresse

### Expositions personnelles
- Galerie Jean Brolly, Paris, avril-juin 2004[1],[35].
- Le Consortium, Dijon, juillet-septembre 2010[4].
- Chapelle de l'ancien collège des Jésuites (organisation :Fonds régional d'art contemporain de Champagne-Ardenne), Reims, juillet-août 2011[36],[37].
- L’Éternel détour, séquence été, Musée d'art moderne et contemporain (MAMCO), Genève, juin-septembre 2012[5].
- Hôtel Marron de Meillonnas, Bourg-en-Bresse, 2013.
- Galerie Chantal Crousel, La Douane, Paris, avril-juin 2013[38].
- Rings, Galerie Francesca Pia, Paris, 2015.
- Sylvie Auvray - Breaking up, Southh Willard, Los Angeles, septembre-octobre 2015[39].
- L’important c’est de bien placer la bougie, Galerie Laurent Godin, Paris, mai-juin 2016[40],[41],[42].
- Sylvie Auvray - Kat Attack, South Willard, Los Angeles, novembre 2017 - janvier 2018[43].
- Sylvie Auvray - Broom (balais), Galerie Martina Simeti, Milan, mars-mai 2019[44].

## Réception critique
- « Sa production est pléthorique : elle peint en expérimentant les techniques les plus diverses, elle réalise des tableaux en bois découpé, fabrique des objets, accumule dessins, croquis, photographies. En 2006, elle commence une série qu'elle intitule Bibelots projectiles : il s'agit pour la plupart de figurines en porcelaine achetées ici et là qu'elle recouvre partiellement d'épaisse couche de plâtre, coloré ou non. La matière garde les traces de la pression des mains et des doigts. Les bibelots (personnages, bestioles) semblent plus ou moins violemment compressés (ou aveuglés ou entortillés) dans cette gaine exogène. C'est à la fois mignon et totalement iconoclaste. » - Élisabeth Wetterwald[8]
- « Sylvie Auvray transforme, brise, cogne la céramique. De gentils animaux de compagnie, elle fait des monstres difformes aux grands yeux noirs, à grands coups de mains et de maillet. Deux grands coups pour les yeux, et deux pour les genoux. Ces monstres ne sont pas pour autant de ceux qui vous empêchent de dormir. Sylvie a beau essayer, ils restent malgré tout attachants. Même pas peur. Lorsque j'aborde la question de l'inspiration, de la filiation artistique, Sylvie Auvray évoque Supports/Surfaces, ce mouvement rassemblant des peintres français à la fin des années 1960. Dans ce qui est considéré comme leur manifeste, ils disent à propos de leurs tableaux : "Ils n'offrent point d'échappatoire, car la surface, par les rythmes de formes et de couleurs qui y sont opérés, interdit les projections mentales ou les divagations oniriques du spectateur". En écho à ces écrits, les animaux de compagnie d'Auvray, accrochés à des clous, acquiescent. » - Amiral Abdelilah[45]

## Conservation

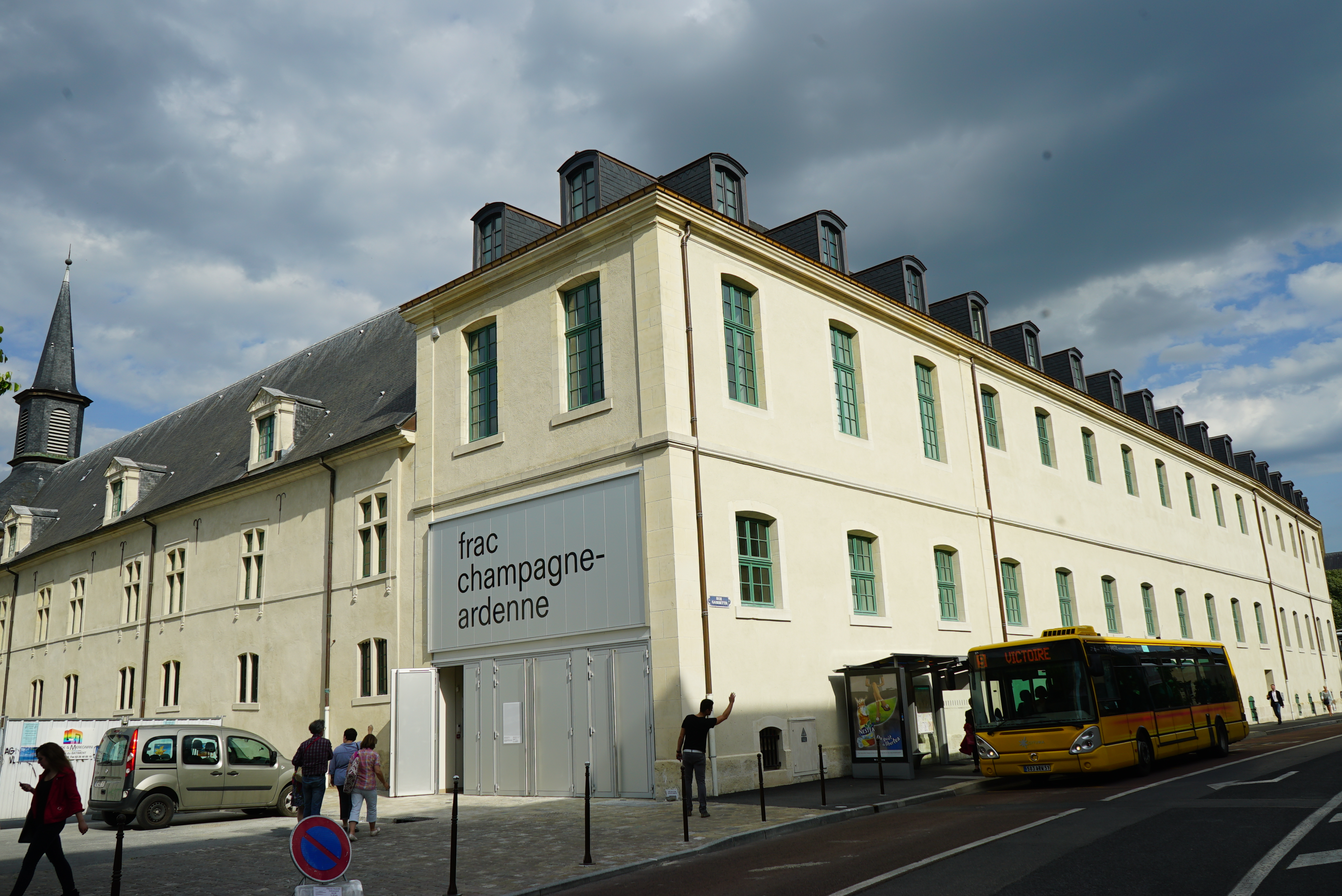
FRAC Champagne-Ardenne, Reims

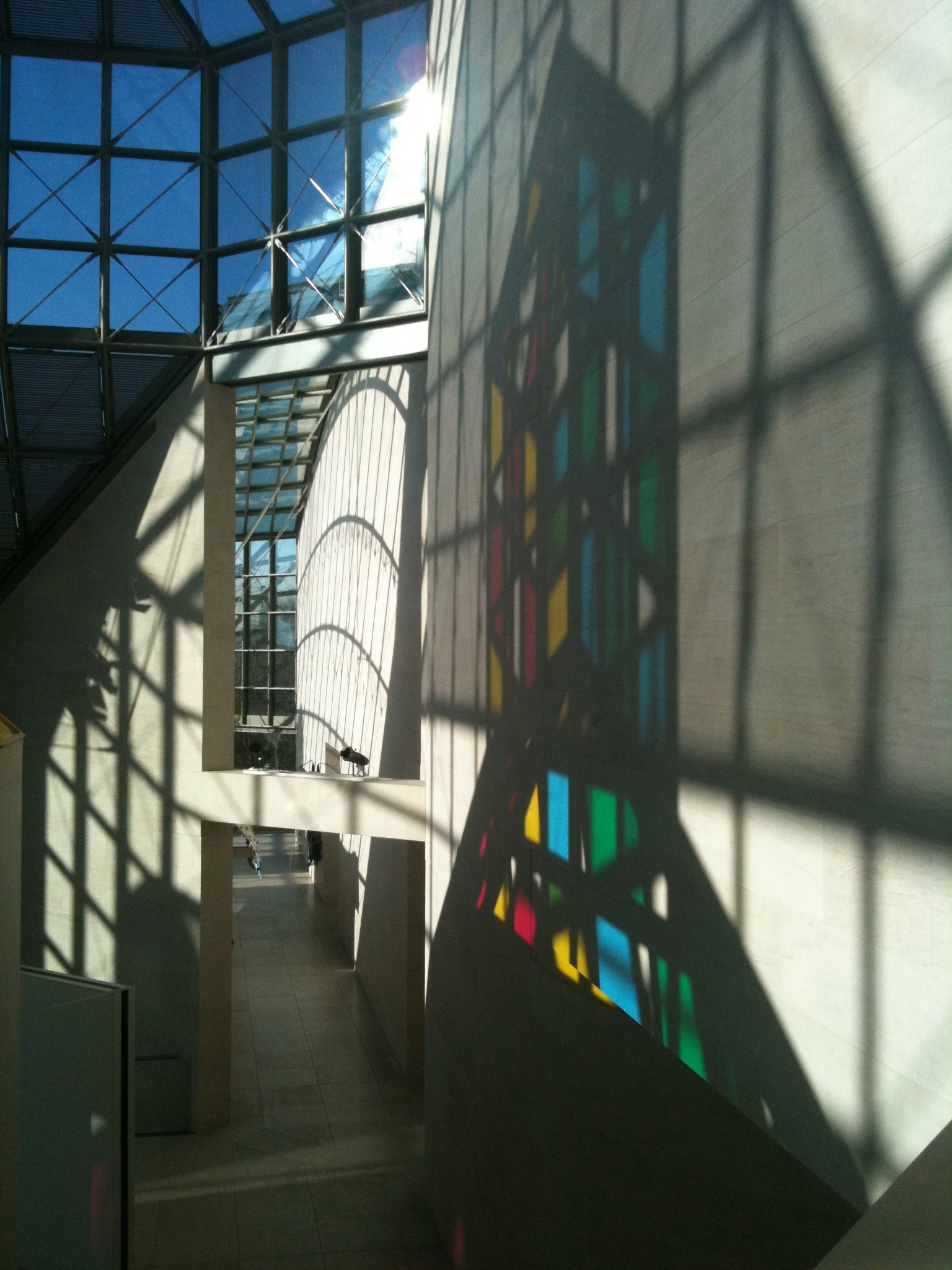
Musée d'art moderne Grand-Duc Jean, Luxembourg

### Collections publiques

#### France
- Le Consortium, Dijon[46].
- Fonds régional d'art contemporain d'Aquitaine, Bordeaux, Poussin jaune et Poussin blanc, faïences émaillées, 2012.
- Fonds régional d'art contemporain de Champagne-Ardenne, Reims, LA Balloon, 2008[47],[24].
- Fonds régional d'art contemporain de Normandie, Caen, San titre, installation (grès, faënce, porcelaine, plâtre, résine, bois, paille, laine), 2016[48].
- Le Fourneau économique (les Nouveaux commanditaires), Besançon, Les bestioles, sculptures colorées en céramique sur socles de béton, 2008[49].

#### Luxembourg
- Musée d'Art moderne Grand-Duc Jean, Luxembourg, Petite palette, huile sur bois, 2007[50].

#### Suisse
- Fonds cantonal d'art contemporain, Conches (canton de Genève), Masques (trois pièces), grès, porcelaine émaillée, nylon, 2015[51].

### Espace public
- Ligne 3a du tramway d'Île-de-France, station Baron Le Roy, boulevard Poniatowski, 12e arrondissement de Paris, Complots de lapins, quatre grilles artistiques, 2012[52].